# Natalja Iwanowa (taekwondo)
Natalja Nikołajewna Iwanowa, ros. Ната́лья Никола́евна Ивано́ва (ur. 1 września 1971, Usole Syberyjskie) – rosyjska zawodniczka taekwondo, medalistka olimpijska.
Wielokrotna medalistka turniejów taekwondo. W roku 2000 reprezentowała swój kraj na igrzyskach w Sydney - zdobyła srebro w wadze ciężkiej.